# Herman von Klempt
Herman von Klempt è uno dei personaggi del fumetto Hellboy, creato dall'artista statunitense Mike Mignola, un leader e scienziato pazzo nazista ed uno dei peggiori nemici di Hellboy.

## Il personaggio
Lo scienziato tedesco Herman von Klempt era uno stretto collega di Karl Ruprecht Kroenen all'università ed è stato Kroenen a salvare von Klempt dopo l'esplosione ove egli ha perso il proprio corpo fisico. Sebbene i due uomini apparentemente condividessero idee simili, von Klempt non fu reclutato da Grigori Rasputin come discepolo, preferendo il lavoro scientifico all'occultismo. Von Klempt fu assegnato ad altri progetti nazisti. Nel 1939 von Klempt fu nominato capo di un programma spaziale nazista con sede nel castello di Hunte, che tentava di reclutare extraterrestri nel regime nazista. L'operazione tuttavia è stata interrotta dalle truppe americane e il razzo si è schiantato contro i ganci delle porte, uccidendo tutti nella struttura, tranne von Klempt. Dopo il crollo del regime nazista, von Klempt cercò di distruggere l'America con una piaga di vampiri inviando un razzo pieno di non morti negli Stati Uniti. Ancora una volta l'operazione fallì in un'esplosione causata dal membro fondatore del B.P.R.D., il professor Trevor Broom. Il nazista senza torso fu poi avvistato in Brasile dove tentò di creare eserciti da super soldati (creati da detenuti morti) e dai primi Kriegaffe. Fu tuttavia sconfitto da Hellboy (il figlio adottivo del professor Broom) e dal B.P.R.D. in diverse occasioni negli anni cinquanta. Ad un certo punto, a metà degli anni '90, la testa dormiente di von Klempt fu consegnata a un Kroenen rianimato, in una struttura nazista in Norvegia, da un Roderick Zinco. Tuttavia, dopo aver ripristinato von Klempt, i due litigarono sulla fedeltà di Kroenen a Rasputin, con il risultato che il fantasma di Rasputin accecò Zinco, che poi inciampò su un pulsante che distrusse l'intera struttura. Von Klempt riemerse ancora una volta dal castello di Hunte, il sito del suo programma spaziale originale. Qui, con l'aiuto della nipote, richiamò la navetta che inviò dal castello nel 1939, cercando di dimostrare che il suo programma spaziale aveva avuto successo. Nonostante gli sforzi di Hellboy e del B.P.R.D., la navetta atterrò, trasformandosi in un'enorme creatura simile a un verme che divorò tutto sul suo cammino. Alla fine un particolare agente del B.P.R.D. di nome Roger, riuscì a distruggere il verme facendo scorrere una gran quantità di corrente elettrica attraverso di esso. Durante gli eventi Roger ha anche fatto volare la testa di von Kelmpt sul fianco di una montagna uccidendolo, almeno, apparentemente. La testa mummificata di von Klempt trascorse un po' di tempo negli uffici della Zinco Cooperation (l'industria di proprietà del Roderick Zinco di cui prima) ed è stata vista per l'ultima volta nelle mani del suo vecchio collega Kroenen, mentre usciva da una Manhattan in rovina.

## Altri media
- Herman von Klempt è l'antagonista principale del videogioco Hellboy: The Science of Evil, doppiato da Jürgen Prochnow. In questo gioco, ha un corpo e non è solo una testa disincarnata.